# Transsylvanske Plateau
Det Transsylvanske Plateau (rumænsk: Podișul Transilvaniei; ungarsk: Erdélyi-medence) er et plateau i det centrale Rumænien.
Plateauet ligger i, og har fået sit navn fra den historiske region, Transsylvanien og er næsten helt omgivet af de østlige, sydlige (Transsylvanske Alper) og rumænske vestlige grene (Apusenibjergene) af Karpaterne. Området omfatter den transsylvanske slette.
Det kaldes uretmæssigt et plateau, for det besidder ikke store sletter, men er dannet af et netværk af dale af forskellig størrelse, kløfter og kløfter, forenet af talrige små bjergkæder, som når en højde på 150-250 m (500 moh.) over dalens højde.
Plateauet har et kontinentalt klima.med en temperatur der varierer meget i løbet af et år, med varme somre og meget kolde vintre. Store skove dækker dele af plateauet og bjergene. Den gennemsnitlige højde er 300-500 moh. 
Det transsylvaniske plateau er opdelt i tre områder:
- Someș Plateau ( Podișul Someșan eller Podișul Someșelor ; den nordlige del)
- Transsylvanske slette ( Câmpia Transilvaniei ; den centrale del)
- Târnava Plateauet (Podișul Târnavelor; den sydlige del)

Den transsylvanske slette er også bakket (400–600 moh.), men fordi området er næsten fuldstændigt opdyrket, kaldes det en slette.

## Det transsylvanske bassin
Det transsylvanske bassin (rumænsk: Depresiunea colinară a Transilvaniei) omfatter det transsylvanske plateau og de perifere områder mod Karpaterne, som har en anden karakter end plateauet. Bassinet er det vigtigste produktionssted for Rumæniens metan. Den indeholder også en saltkuppel.